# Ofelbe
Ofelbe est une maison d'édition française, fondée en 2014, spécialisée dans la publication de light novels.

## Description
Ofelbe est le nom commercial de l'entreprise Ophelbe, maison d'édition fondée en 2014 affiliée à l'entreprise Euphor qui gère également Taifu Comics (Éditeur de mangas spécialisé dans le Yaoi, Yuri, etc.) et Ototo (Shōnen, Seinen, Shōjo). L'entreprise est spécialisée dans l'édition de light novels, dont la vente en ligne est assurée par l'enseigne Pointmanga, qui commercialise également les titres édités par Taifu Comics et Ototo. Ofelbe est un pionnier dans l'édition de light novel en France et fait pour l'instant partie des rares éditeurs de ce format.

## Historique
En 2002, les époux Yves Huchez et Véronique Lafond-Puyo se lancent dans l'édition d'œuvres culturelles d'origine japonaise et fondent l'entreprise Euphor. Ils créent par la suite Taifu Comics et Ototo, deux labels d'édition de manga.
Fin 2013, après avoir analysé un potentiel pour le light novel en France, les époux Huchez décident de se lancer sur ce marché encore balbutiant. La maison d'édition Ofelbe est alors créée avec comme unique objet l'édition de light novel. et démarre par la publication de deux valeurs sûres, Sword Art Online et Spice and Wolf. Ces deux titres comptent parmi les plus grands succès d'Ototo au format manga et minimisent les risques d'échec,.
Les premiers titres sont publiés au mois de mars 2015. La version française est proposée dans un format double au format 14 × 21 cm et un sens de lecture occidental.
Le 20 janvier 2016 apparaît un compte à rebours sur le site internet des éditions Ofelbe, qui tombe à 0 le mercredi 10 février 2016 à 18h. C'est au terme de celui-ci qu'est annoncée la quatrième licence de l'éditeur : DanMachi : La Légende des Familias, annonciatrice de la nouvelle collection de l'éditeur : LN - Light Novel. Cette collection propose des titres aux thèmes plus larges que celui de la fantasy, jusque-là privilégié par l'éditeur, et vise à montrer la singularité de la culture pop japonaise.
Le 1er septembre 2017, Ofelbe est rachetée par Euphor, ce qui ne change pas grand chose puisque les gérants et les locaux des deux entreprises sont les mêmes.

## Succès commercial
En 2017, Ofelbe atteint 2% de parts du marché dans la littérature jeunesse, ce qui la place au rang de 9e éditeur sur l'année.

## Collections

### Big LN
Cette collection, la première de l'éditeur, comporte en partie des lights novels qui ont eu un franc succès au Japon. Ceux-ci sont proposés dans un format double, de dimensions 14 × 21 cm. Chaque tome possède également une couverture rigide.
| Titre                              | Auteur                          | Éditeur (VO)      | Année (VO) | Vol. (VO) | État     | Année (VF) | Vol. (VF) Volume double | État     |
| ---------------------------------- | ------------------------------- | ----------------- | ---------- | --------- | -------- | ---------- | ----------------------- | -------- |
| A Certain Magical Index            | Kazuma Kamachi Kiyotaka Haimura | ASCII Media Works | 2004       | 22        | Terminé  | 2018       | 2                       | En cours |
| Log Horizon                        | Mamare Tōno Kazuhiro Hara       | Enterbrain        | 2010       | 11        | En cours | 2015       | 5                       | En cours |
| Overlord                           | Kugane Maruyama so-bin          | Enterbrain        | 2012       | 16        | En cours | 2017       | 7                       | En cours |
| Spice and Wolf                     | Isuna Hasekura Jū Ayakura       | ASCII Media Works | 2006       | 22        | En cours | 2015       | 8                       | En cours |
| Sword Art Online                   | Reki Kawahara abec              | ASCII Media Works | 2009       | 25        | En cours | 2015       | 9                       | En cours |
| The Irregular at Magic High School | Tsutomu Satō Kana Ishida        | ASCII Media Works | 2011       | 32        | En cours | 2016       | 3                       | En cours |

### LN - Light Novel
Cette collection comporte des titres qui ne sont pas forcément ancrés dans la fantasy et qui montrent "toute la singularité de la culture pop japonaise". Les tomes sont publiés dans un format simple, chaque tome faisant environ 300 pages, de dimensions 14 × 21 cm. Les tomes proposés possèdent une couverture avec rabats.
| Titre                                         | Auteur                              | Éditeur (VO)      | Année (VO) | Vol. (VO) | État     | Année (VF) | Vol. (VF) | État     |
| --------------------------------------------- | ----------------------------------- | ----------------- | ---------- | --------- | -------- | ---------- | --------- | -------- |
| Au chevet d'une guerrière                     | Hiroshi Ishikawa Mai Yoneyama       | KADOKAWA          | 2018       | 1         | Terminé  | 2020       | 1         | Terminé  |
| DanMachi : La Légende des Familias            | Fujino Ōmori Suzuhito Yasuda        | SB Creative       | 2013       | 16        | En cours | 2016       | 11        | En cours |
| Durarara!!                                    | Ryōgo Narita Suzuhito Yasuda        | ASCII Media Works | 2004       | 13        | Terminé  | 2016       | 6         | En cours |
| My Teen Romantic Comedy SNAFU                 | Wataru Watari Ponkan8               | Shōgakukan        | 2011       | 14 + 3    | En cours | 2018       | 4         | En cours |
| Re:vivre dans un autre monde à partir de zéro | Tappei Nagatsuki Shinichirou Otsuka | Media Factory     | 2014       | 26 + 4    | En cours | 2017       | 8         | En cours |
| Sword Art Online Progressive                  | Reki Kawahara abec                  | ASCII Media Works | 2012       | 7         | En cours | 2019       | 3         | En cours |

### Publications
Big LN
1. 1 2 3  « Les premiers romans Sword Art Online et Spice & Wolf datés », sur manga-news.com, 6 janvier 2015 (consulté le 29 mars 2015).
2. ↑  « A certain magical Index, embarquez dans une aventure fantastique où science et magie s'affrontent pour la suprématie du monde ! », sur ofelbe.com, 21 décembre 2017 (consulté le 4 mars 2019)
3. ↑  « Le light novel Log Horizon sortira aux éditions Ofelbe ! », sur Manga-news.com, 30 mars 2015 (consulté le 30 mars 2015)
4. ↑  « Le light novel Overlord arrive aux éditions Ofelbe », sur manga-news.com, 28 février 2017 (consulté le 5 avril 2017)
5. ↑  « Une surprise avec le tome 1 de The Irregular at Magic High School », sur manga-news.com, 20 septembre 2016 (consulté le 14 octobre 2016)

LN
1. 1 2 3  « Le light novel DanMachi – La Légende des Familias arrive chez Ofelbe ! », sur Manga-news.com, 10 février 2016 (consulté le 2 mars 2016)
2. ↑  « Les éditions Ofelbe vous convient Au chevet d'une guerrière, 05 Octobre 2020 », sur manga-news.com (consulté le 10 avril 2021)
3. ↑  « Durarara!! », sur www.ofelbe.com (consulté le 10 avril 2021)
4. ↑  « My Teen Romantic Comedy arrive chez Ofelbe ! », sur manga-news.com, 19 janvier 2017 (consulté le 5 avril 2017)
5. ↑  « Le light novel Re:Zero - Re:Life in a different world from zero arrive chez Ofelbe ! », sur manga-news.com, 15 novembre 2016 (consulté le 5 avril 2017)
6. ↑  « Sword Art Online Progressive le light novel annoncé par Ofelbe, 26 Septembre 2019 », sur manga-news.com (consulté le 10 avril 2021)